# لوك (وكالة عارضات أزياء)
لوك Look (بالعبرية: לוק‏) هي وكالة عارضات أزياء إسرائيلية  تأسست عام 1988.
تملكها منذ عام 2005 أميليا هايز. وتمنح الوكالة كل عام الفائزة بلقب ملكة جمال إسرائيل عقدًا مع المجلة الأسبوعية "لايشا".

## عارضات أزياء
- غاليت غوتمان
- سيفان كلاين
- مايكل لويس
- راز ميرمان
- شافا موند
- حيلا نحشون

## روابط خارجية
- الموقع الرسمي